# Дербунов Віктор Іванович
Віктор Іванович Дербунов (рос. Виктор Иванович Дербунов, нар. 7 січня 1967, Москва, РРФСР) — радянський футболіст, воротар.

## Життєпис
Вихованець СДЮШОР «Динамо» (Москва). З 1985 року почав виступати за дублюючий склад клубу. За основу «Динамо» зіграв 1 матч, в якому пропустив 2 м'ячі. На думку тренера воротарів «Динамо» Миколи Гонтаря кар'єрі Дербунова завадила неврівноважена психіка, через яку голкіпер, який добре виглядав на тренуваннях, в офіційних іграх занадто нервував і випускав м'ячі з рук.
У 1988 році перейшов в клуб «Червона Пресня», за який провів 2 сезони.
У 1990 році перейшов до московського «Спартака», проте не зміг виграти конкуренцію у Станіслава Черчесова та Гінтараса Стауче, залишаючись в запасі. За дубль провів 19 матчів, в яких пропустив 22 м'ячі, також одну гру провів як польовий гравець.
У 1991 році Дербунов, в числі перших радянських легіонерів, виїхав за кордон, в югославський клуб «Локомотіва» (Мостар).
У 1992 році перейшов в рівненський клуб «Верес», за який провів сезон, зігравши в 26 матчах. З України виїхав до Мексики, перейшовши в клуб «Атлас», за який зіграв 10 матчів. Потім повернувся в Москву і провів сезон у клубі «Моноліт», який виступав у другій лізі чемпіонату Росії.
У 1994 році Дербунов поїхав до Гонконгу, разом з рядом інших російських гравців почавши виступати в місцевому чемпіонаті. Протягом п'яти років грав за місцеві клуби «Геппі Веллі», «Гонконг Рейнджерс» і «Голден».
Також Дербунов став основним воротарем збірної клубів чемпіонату Гонконгу, зокрема зайняв з командою 4-те місце на Кубку Карлсберга в 1999 році, і вийшов у фінал турніру 2001 року, в півфіналі якого Гонконг здолав у серії пенальті Парагвай, багато в чому завдяки грі Дербунова.